# Persone di nome Gloria
| Questa pagina contiene informazioni ricavate automaticamente dalle voci biografiche con l'ausilio del template Bio e di un bot. L'aggiornamento è periodico e automatico e ricostruisce completamente la pagina. Se manca una persona in questa lista, sei pregato di non aggiungerla, ma accertati piuttosto che la sua voce biografica contenga il template Bio e che i dati anagrafici siano correttamente compilati. Se il template Bio manca, inseriscilo tu stesso o, in alternativa, metti l'avviso {{tmp\|Bio}} che ne segnala la mancanza. Se i dati riportati sono sbagliati, correggi direttamente la voce biografica; le modifiche saranno visibili in questa lista entro pochi giorni. Per chiarimenti vedi il progetto antroponimi. La lista contiene solo le 98 persone che sono citate nell'enciclopedia e per le quali è stato implementato correttamente il template Bio. Pagina aggiornata al 6 giu 2025. |

Questa è una lista di persone presenti nell'enciclopedia che hanno il nome Gloria, suddivise per attività principale.

## Attiviste(2)
- Gloria Ray Karlmark, attivista statunitense (Little Rock, n. 1942)
- Gloria Yerkovich, attivista statunitense (n. 1942)

## Attrici(35)
- Gloria Bellicchi, attrice, personaggio televisivo e ex modella italiana (Parma, n. 1979)
- Gloria Blondell, attrice e doppiatrice statunitense (Manhattan, n. 1915 - Santa Monica, † 1986)
- Gloria Carrá, attrice argentina (Banfield, n. 1971)
- Gloria Charles, attrice statunitense (n. 1955)
- Gloria DeHaven, attrice statunitense (Los Angeles, n. 1925 - Las Vegas, † 2016)
- Gloria Dickson, attrice statunitense (Pocatello, n. 1917 - Los Angeles, † 1945)
- Evangelina Elizondo, attrice e cantante messicana (Città del Messico, n. 1929 - Città del Messico, † 2017)
- Gloria Foster, attrice statunitense (Chicago, n. 1933 - New York, † 2001)
- Gwynne Gilford, attrice statunitense (Los Angeles, n. 1946)
- Gloria Grahame, attrice statunitense (Los Angeles, n. 1925 - New York, † 1981)
- Gloria Grey, attrice statunitense (Portland, n. 1909 - Hollywood, † 1947)
- Gloria Guida, attrice e conduttrice televisiva italiana (Merano, n. 1955)
- Gloria Hendry, attrice e modella statunitense (Winter Haven, n. 1949)
- Gloria Henry, attrice statunitense (New Orleans, n. 1933 - Los Angeles, † 2021)
- Gloria Holden, attrice statunitense (Londra, n. 1903 - Redlands, † 1991)
- Gloria Hope, attrice statunitense (Pittsburgh, n. 1901 - Pasadena, † 1976)
- Gloria Jean, attrice e cantante statunitense (Buffalo, n. 1926 - Mountain View, † 2018)
- Gloria LeRoy, attrice statunitense (Bucyrus, n. 1925 - Los Angeles, † 2018)
- Gloria Loring, attrice e cantante statunitense (New York City, n. 1946)
- Gloria Marín, attrice messicana (Città del Messico, n. 1919 - Città del Messico, † 1983)
- Glória Menezes, attrice brasiliana (Pelotas, n. 1934)
- Gloria Milland, attrice italiana (Cagliari, n. 1940 - Ladispoli, † 1989)
- Gloria Münchmeyer, attrice cilena (Santiago del Cile, n. 1938)
- Gloria Paul, attrice, cantante e ballerina britannica (Londra, n. 1940)
- Gloria Piedimonte, attrice, cantante e showgirl italiana (Mantova, n. 1955 - Mantova, † 2022)
- Gloria Radulescu, attrice e modella italiana (Roma, n. 1991)
- Gloria Reuben, attrice canadese (Toronto, n. 1964)
- Gloria Saunders, attrice statunitense (n. 1927 - † 1980)
- Gloria Sevilla, attrice filippina (Cebu, n. 1932 - Oakland, † 2022)
- Gloria Shea, attrice statunitense (New York City, n. 1910 - Jacksonville, † 1995)
- Gloria Sirabella, attrice italiana (Roma, n. 1964)
- Gloria Stuart, attrice e pittrice statunitense (Santa Monica, n. 1910 - Los Angeles, † 2010)
- Gloria Swanson, attrice statunitense (Chicago, n. 1899 - New York, † 1983)
- Gloria Talbott, attrice statunitense (Glendale, n. 1931 - Glendale, † 2000)
- Gloria Zanin, attrice, conduttrice televisiva e ex modella italiana (Bassano del Grappa, n. 1975)

## Autrici televisivi(1)
- Gloria De Antoni, autrice televisiva, regista e conduttrice televisiva italiana (Udine, n. 1954)

## Avvocate(1)
- Gloria Allred, avvocata statunitense (Filadelfia, n. 1941)

## Calciatrici(3)
- Gloria Frizza, calciatrice italiana (Umbertide, n. 1985)
- Gloria Marinelli, calciatrice italiana (Agnone, n. 1998)
- Gloria Slišković, calciatrice bosniaca (n. 2005)

## Cantanti(8)
- Gloria, cantante italiana (Bologna, n. 1961)
- Gloria Christian, cantante italiana (Bologna, n. 1934)
- Gloria Estefan, cantante e attrice cubana (L'Avana, n. 1957)
- Gloria Gaynor, cantante statunitense (Newark, n. 1943)
- Gloria Lasso, cantante spagnola (Vilafranca del Penedès, n. 1922 - Cuernavaca, † 2005)
- Gloria Lynne, cantante statunitense (Harlem, n. 1929 - Newark, † 2013)
- Gloria Simonetti, cantante cilena (Santiago del Cile)
- Gloria Trevi, cantante messicana (n. 1968)

## Cantanti liriche(1)
- Gloria Bruni, cantante lirica, violinista e compositrice tedesca (Oschersleben, n. 1955)

## Cantautrici(3)
- Gloria Jones, cantautrice statunitense (Cincinnati, n. 1945)
- Gloria Nuti, cantautrice italiana (Prato, n. 1957)
- G.E.M., cantautrice e musicista hongkonghese (Hong Kong, n. 1991)

## Cestiste(3)
- Gloria Favilla, ex cestista italiana (Lucca, n. 1985)
- Gloria Gómez, ex cestista colombiana (Medellín, n. 1958)
- Gloria Vian, ex cestista italiana (Venezia, n. 1989)

## Cicliste su strada(1)
- Gloria Rodríguez, ciclista su strada e pistard spagnola (Torre-Pacheco, n. 1992)

## Conduttrici televisive(1)
- Gloria De Piero, conduttrice televisiva e politica britannica (Bradford, n. 1972)

## Costumiste(1)
- Gloria Gresham, costumista statunitense (Indianapolis, n. 1946)

## Filosofe(1)
- Gloria Germani, filosofa e scrittrice italiana (Firenze, n. 1960)

## Illustratrici(1)
- Gloria Francella, illustratrice e scrittrice italiana (Colleferro, n. 1957)

## Mezzofondiste(2)
- Gloria Giudici, mezzofondista, maratoneta e fondista di corsa in montagna italiana (n. 1987)
- Gloria Marconi, mezzofondista e maratoneta italiana (Firenze, n. 1968)

## Mezzosoprani(1)
- Gloria Banditelli, mezzosoprano italiano (Assisi, n. 1954)

## Modelle(2)
- Gloria Diaz, modella e attrice filippina (Manila, n. 1951)
- Gloria María Valenciano, modella spagnola (Lanzarote, n. 1960)

## Nobili(1)
- Gloria di Schönburg-Glauchau, nobile tedesca (Stoccarda, n. 1960)

## Ostacoliste(1)
- Gloria Siebert, ex ostacolista tedesca (n. 1964)

## Pallanuotiste(1)
- Gloria Giachi, pallanuotista italiana (Poggibonsi, n. 1991)

## Pallavoliste(1)
- Gloria Baldi, pallavolista italiana (Brescia, n. 1993)

## Pattinatrici di short track(1)
- Gloria Ioriatti, pattinatrice di short track italiana (Esine, n. 2000)

## Pianiste(1)
- Gloria Campaner, pianista italiana (Jesolo, n. 1986)

## Poetesse(1)
- Gloria Fuertes, poetessa e scrittrice spagnola (Madrid, n. 1917 - Madrid, † 1998)

## Politiche(7)
- Gloria Buffo, politica italiana (Milano, n. 1954)
- Gloria Inés Ramírez, politica, sindacalista e docente colombiana (Filadelfia, n. 1956)
- Gloria Grosso, politica italiana (Colleferro, n. 1936)
- Gloria Macapagal-Arroyo, politica filippina (San Juan, n. 1947)
- Gloria Negrete McLeod, politica statunitense (Los Angeles, n. 1941)
- Gloria Saccani Jotti, politica italiana (Reggio Emilia, n. 1956)
- Gloria Vizzini, politica italiana (Caltanissetta, n. 1978)

## Psicologhe(1)
- Gloria Bonder, psicologa e attivista argentina (Buenos Aires, n. 1950)

## Rapper(1)
- GloRilla, rapper statunitense (Memphis, n. 1999)

## Registe(1)
- Gloria Aura Bortolini, regista televisiva, fotografa e giornalista italiana (Treviso, n. 1982)

## Sceneggiatrici(1)
- Gloria Katz, sceneggiatrice e produttrice cinematografica statunitense (Los Angeles, n. 1942 - Los Angeles, † 2018)

## Scrittrici(4)
- Gloria Naylor, scrittrice statunitense (New York, n. 1950 - Christiansted, † 2016)
- Gloria Steinem, scrittrice, giornalista e attivista statunitense (Toledo, n. 1934)
- Bell hooks, scrittrice e attivista statunitense (Hopkinsville, n. 1952 - Berea, † 2021)
- Gloria Whelan, scrittrice e poetessa statunitense (Detroit, n. 1923)

## Scultrici(1)
- Gloria Graham, scultrice, pittrice e fotografa statunitense (Beaumont, n. 1940)

## Socialite(1)
- Gloria Morgan Vanderbilt, socialite statunitense (Lucerna, n. 1904 - Los Angeles, † 1965)

## Sociologhe(1)
- Gloria Anzaldúa, sociologa e scrittrice statunitense (Harlingen, n. 1942 - Santa Cruz, † 2004)

## Soprani(1)
- Gloria del Paraguay, soprano paraguaiano (San Bernardino, n. 1950)

## Stiliste(1)
- Gloria Vanderbilt, stilista, scrittrice e attrice statunitense (New York, n. 1924 - New York, † 2019)

## Tenniste(1)
- Gloria Pizzichini, ex tennista italiana (Osimo, n. 1975)

## Velociste(3)
- Gloria Asumnu, velocista nigeriana (Houston, n. 1985)
- Gloria Hooper, velocista italiana (Villafranca di Verona, n. 1992)
- Gloria Kemasuode, velocista nigeriana (Stato di Delta, n. 1979)